# 사샤 파킨슨
사샤 파킨슨(Sacha Parkinson, 1992년 3월 11일 ~ )은 잉글랜드의 배우, 모델이다.

## 출연 작품
- 어패스터시 (2017)
- 아빠라 부르는 소년 (2009)
- 어웨이 데이즈 (2009)